# Cápamájolaj

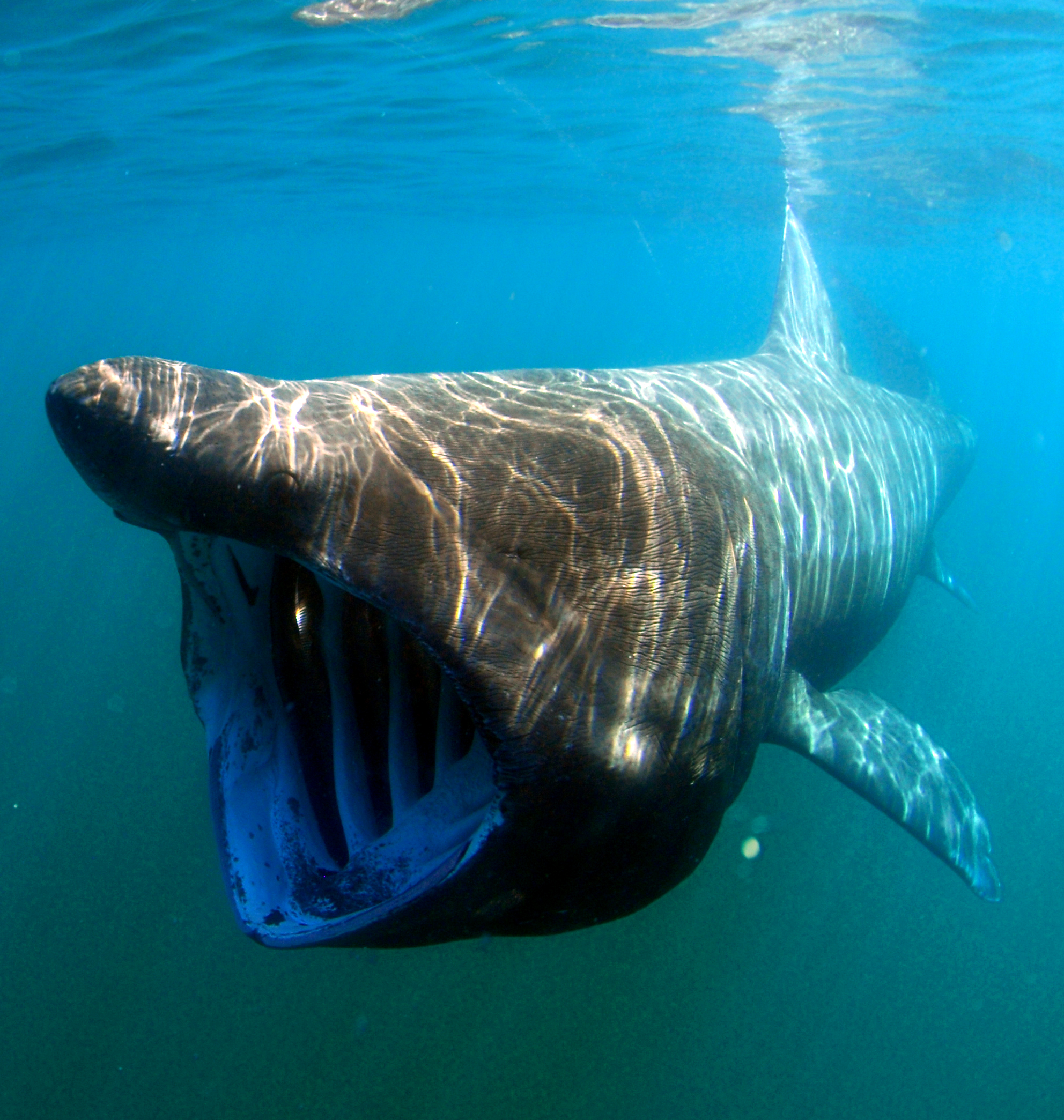
A kutyacápa, a tüskéscápa és az óriáscápa (a képen) többek között olyan fajok, melyeket vadásznak a mája olajáért. Az IUCN mindhárom fajt sebezhetőként tartja számon a túlhalászat következtében.

A cápamájolaj egy a cápák májából kinyert olaj. A cápamájolajat a népi gyógyászat évszázadokon át használta sebesülések gyógyulásának elősegítésére, valamint a légutak és az emésztőrendszer problémáinak gyógyítására. Az anyagot a mai napig népszerűsítik étrend-kiegészítőként, ezen felül olyan álláspontok is léteznek, mely szerint a cápamájolaj alkalmas a rák, a HIV, a sugárbetegség, a sertésinfluenza, vagy éppen a megfázás kezelésére. A mai napig tudományosan egyik betegség gyógyítására való alkalmassága sem igazolt. Azonban létezik néhány bőrhidratáló arcvíz és aranyérgyógyszer, mely  tartalmazza összetevőként.

## Szerepe a cápák szervezetében
Sok hal az úszóhólyagja segítségével tartja fenn a felhajtóerőt a vízben. Azonban a cápáknak nincsen úszóhólyagjuk, ezért nagyméretű, olajjal telített májuk látja el ezt a szerepet. Ezenfelül az olaj tápanyagként is szolgál a cápa számára, olyan időszakokban, amikor élelmiszerhiány áll fenn.  Mivel a mélytengeri cápák tömegének a májolaj 10-15%-át is kiteheti, ezért leginkább ezek a fajok az olaj által motivált cápavadászat fő célpontjai.

## Összetétel
Számos cápaolaj fő összetevője a szkvalén, egy triterpenoid (C30H50), melynek aránya az olajban (fajtól függően) akár 90% is lehet. A Centrophorus nemzetséghez tartozó fajok esetén a szkvalén a testsúly akár 15%-át is kiteheti. A cápamájolaj egy másik fontos, de általában kisebb arányban fellelhető összetevője a prisztán, egy másik terpenoid (C19H40), mely az olaj közel 8%-t teheti ki.

## Orvosi felhasználás

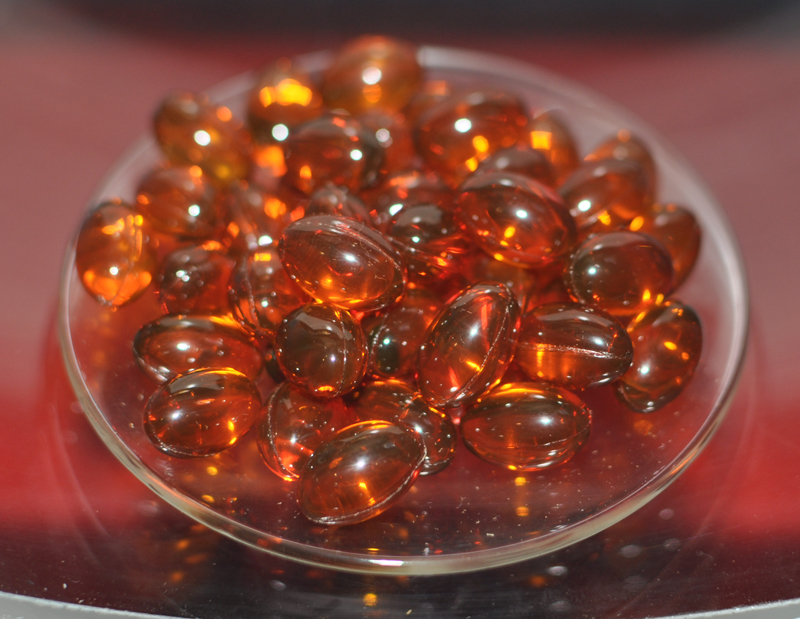
Cápamájolaj kapszulák

A legtöbb cápamájolaj-tartalmú kiegészítő esetében még nem került sor vizsgálatokra azt illetően, hogy kölcsönhatásba lépnek-e más gyógyszerekkel, gyógynövényekkel, vagy kiegészítőkkel. Ugyan előfordulhat, néhány jelentés a kölcsönhatásokról és az olaj káros hatásairól közlésre kerül, azonban ezen információkat illetően teljeskörű tanulmányok nem gyakran érhetők el. Habár sok ember használta már az olajat, általános dózisok melletti lehetséges mérgező hatását egyelőre nem tanulmányozták nagyobb mértékben. Néhány enyhe emésztési problémát(például hasmenést) jelentettek már. A túladagolás idézhet elő toxikus hatást.
Egyes állatokon végzett tanulmányok során kimutatták, hogy a cápamájolaj és ennek összetevői emelkedést idéztek elő a vér koleszterinszintjében. Egy japán tanulmány néhány cápamájolaj-kiegészítőről azt állapította meg, hogy poliklórozott bifenilekkel (PCB-k) és polibrómozott-difenil-éterekkel (PBDE-k) volt fertőzött. A PCB-knek az emberekre nézve káros hatásai lehetnek és növelhetik a rák bizonyos típusainak kockázatát. A tengeri ételekre allergiás emberek szervezetében is reakciót válthat ki a cápaolaj.
A cápamájolajat félrevezető módon a rák kezelésére alkalmas anyagként hirdették. Egyéb gond, hogy bizonyos fordításokban az olajat hibásan faszénnek fordították. (Ennek az lehet az oka, hogy angolul a cápamájolajat a "shark oil" kifejezés is jelölheti, míg a faszénre a "charcoal" szó használatos és hasonló a két szó kiejtése.) Egyes állítások szerint a cápamájolajból előállított alkoxi-éterek csökkenthetik a tumorok növekedését, azonban jelenleg nincs elég bizonyíték, amely alátámasztja, hogy ez egy valóban használható kezelés lenne .

## Cápaolaj-barométer
Bermuda lakosai hagyományosan cápaolaj alapú "barométereket" használnak a viharok és egyéb zord időjárási események előrejelzésére. A gyakorlat menete a következő: Kis palackokat helyeznek ki, melyekbe cápaolajat töltenek. Ha a palackban az olaj tiszta, jó idő lesz, ha zavaros, akkor érdemes fedezékbe vonulni. Azonban a nevük ellenére ezek nem valódi barométerek és vitatott a működésük elve.

## Fordítás
- Ez a szócikk részben vagy egészben  a   Shark liver oil című angol Wikipédia-szócikk ezen változatának fordításán alapul.  Az eredeti cikk szerkesztőit annak laptörténete sorolja fel. Ez a jelzés csupán a megfogalmazás eredetét és a szerzői jogokat jelzi, nem szolgál a cikkben szereplő információk forrásmegjelöléseként.